# 鈴木総史
鈴木 総史（すずき そうし、1996年 ‐ ）は、俳人。本名は、鈴木啓史。
『群青』、『雪華』同人。俳人協会会員。主な受賞に、第37回北海道新聞俳句賞。第11回星野立子新人賞。
東京都狛江市出身。

## 来歴
立教池袋高等学校在学中の2014年に文芸部に入部、第17回俳句甲子園では全国大会に出場した。立教池袋高等学校から立教大学へ進み、経済学部経済学科を卒業。
2015年に櫂未知子、佐藤郁良の俳句同人誌『群青』へ入会。就職により、2019年より北海道旭川市へ移住。2021年より橋本喜夫主宰の『雪華』へ入会し、2023年より同人となる。
2014年、たなばたの里 小郡市で開催された第4回七夕俳句選句会にて、小郡市長賞。2022年、作品集「微熱」300句にて、第37回北海道新聞俳句賞を受賞。それまでの史上最年少記録を大幅に更新する、26歳での受賞であった。2023年、新作50句連作「雨の予感」にて、第11回星野立子新人賞を受賞。2024年第1句集『氷湖いま』（ふらんす堂）を上梓。同年より島根県在住。

## 所属
- 俳句同人誌『群青』同人
- 俳句結社『雪華』同人
- 俳人協会会員

## 作品
＜代表句＞
血も息も入れ替へるやう更衣
花見酒一気にひらく二枚貝
氷湖いま雪のさざなみ立ちにけり
どぶろくの瓶の吹雪を飲み干しぬ
生きるにはふるさとを欲り夏蜜柑
海松色の池も建国記念の日
衰へてよりおそろしき夕焚火
鹿威だんだん忙しくなりぬ
風邪声の子が深爪を見せにくる
ひさかたの雨を抱きたる梅の花
桜蘂降るや未完の海ばかり
亀の子の背にさびしらの星の柄
水澄むや山岨(やまそは)に風ゆきどまる
関節を漂はせたる柚子湯かな
塔を組む重機つめたし猫の恋
はつ夏や手首をあをき血のながれ
烏賊切つて置きどころなき手となりぬ
血の記憶ありさうな孑孒ばかり
翡翠のさざなみに触れ月に触れ
人日やケバブは回りつつ瘦せて
雁供養沖は紅茶のごとく揺れ
苗札やまぼろしの蝶ならば追ふ
濡れてより長屋のにほふ雪解かな
みづうみは櫂を拒まずえごの花
無患子や湖のあぶくのいつか消え
あらかたの看板あはき氷湖かな
ひとしづくほどにひひなの灯をともす
うつくしき嘴にかひろぐ春田かな
残雪も吐き出す火山かと思ふ
菜の花のあざあざ濡れてゆく町よ
夏服や海は楽譜のやうに荒れ
離るれば都心まばゆし栗の花
さやけくて母を起こしにゆくところ
煩雑に帆のたちあがる文化の日
鎖が匂ふ十一月の公園は
悴むや醬油の色のうすあかり
白梅や水脈はかがやきつつ途絶え
虫籠を湖の暗さの物置より
自転車に胴体のある夕焚火
ひとこゑに夜の満ちてくる酉の市
あかときの湖は墨色紙衾
蒲公英にまみれてゐたる消火栓
実柘榴や触れればくづれさうな家
傘は雨をわづかに許し草の花

## 著書
鈴木総史句集『氷湖いま』（ふらんす堂、2024年）